# Edmond H. Fischer
Edmond Henri Fischer (ur. 6 kwietnia 1920 w Szanghaju, zm. 27 sierpnia 2021 w Seattle) – amerykański biochemik. Profesor biochemii na Uniwersytecie Waszyngtonu w Seattle.

## Życiorys
Był synem naturalizowanych obywateli Włoch pochodzenia francuskiego (matka, Renée Tapernoux) i austriackiego (ojciec, Oskar Fischer). Pierwsze 7 lat życia spędził w Szanghaju, po czym przeniósł się do Genewy. W 1939 roku, w reakcji na zawarcie przez faszystowskie Włochy sojuszu z nazistowskimi Niemcami, zrezygnował z włoskiego obywatelstwa i przyjął szwajcarskie.
Od 1939 studiował biologię i chemię na Uniwersytecie Genewskim; po 8 latach obronił pracę doktorską z chemii organicznej. Zamierzał odbyć staż podoktorski na California Institute of Technology, jednak ostatecznie podjął zatrudnienie na University of Washington, gdzie rozpoczął współpracę z Edwinem Gerhardem Krebsem.
Prowadził badania, które doprowadziły do wyodrębnienia enzymów fosforylujących i defosforylujących białka proste. Przeprowadzone przez niego dalsze doświadczenia udowodniły to, że kilka białek limfocytów ma właściwości enzymów defosforylujących. Przyczyniło się to do poznania zjawiska regulacji procesów życiowych komórek.
W 1992 otrzymał wraz z E. Krebsem Nagrodę Nobla w dziedzinie fizjologii i medycyny za "opisanie procesu odwracalności fosforylacji jako włącznika uruchamiającego białka i regulującego różne komórkowe procesy".
Dwukrotnie żonaty: z Nelly Gagnoux (1948-1961, owdowienie) i z Beverley Bullock (od 1963). Z pierwszą żoną miał dwóch synów.